# Thelcticopis flavipes
Thelcticopis flavipes is een spinnensoort uit de familie van de jachtkrabspinnen (Sparassidae).
De wetenschappelijke naam van de soort werd in 1897 gepubliceerd door Reginald Innes Pocock.